# Лабус, Роберт
Роберт Лабус (нем. Robert Labus; 10 октября 1992, Гамбург, Германия) — немецкий футболист, защитник.

## Клубная карьера
Свою футбольную карьеру Лабус начал в клубе «Санкт-Паули». Вскоре он перешёл в юношескую команду «Гамбурга».
23 марта 2010 года «Гамбург» продлил контракт с центральным защитником до 30 июня 2011 года.
22 августа 2010 года Роберт провёл первый матч за вторую команду «Гамбурга», выступавшую в Региональной лиге «Север». 18 февраля 2011 года Лабус забил первый мяч в матче против «Вильгельмсхафена». За сезон защитник провёл за вторую команду «Гамбурга» 21 матч.
В сезоне 2011/12 принял участие в 18 играх, на следующий — только в 6 встречах. Летом 2013 года Лабус стал свободным агентом.
10 января 2014 года подписал контракт до конца сезона 2013/14 с австрийским клубом «Капфенберг», выступающий в Первой лиге. Спустя полгода защитник стал свободным агентом, отыграв только пять матчей за резервный состав.

## Карьера в сборной
Геррит выступал за различные юношеские сборные Германии. В 2009 году выиграл домашний юношеский Чемпионат Европы среди команд до 17 лет. На турнире провёл все 5 матчей своей сборной. Во втором туре группового этапа в игре против сборной Англии отметился забитым голом, открыв счёт. В финальной игре чемпионата против сборной Нидерландов провёл на поле все 120 минут.
В 2009 году Наубер также принимал участие в юношеском чемпионате мира в Нигерии. Сыграл на турнире в первых двух матчах группового этапа. В 1/8 финала немцы уступили будущим победителям турнира, швейцарцам.

## Достижения
Германия (до 17):
- Чемпион Европы среди юношей до 17 лет (1): 2009